# Premier League Malti 1948-1949
La Premier League Malti 1948-1949 fu la 34ª edizione del campionato maltese di calcio.
Il campionato era formato da otto squadre e fu vinto dallo Sliema Wanderers. La squadra riuscì a guadagnare la vetta della classifica solo alla penultima giornata, dopo aver vinto per 1-0 uno scontro decisivo con i rivali storici del Floriana.

## Classifica finale
| Pos. | Squadra              | G  | V  | N | P  | GF | GS | Punti |
| ---- | -------------------- | -- | -- | - | -- | -- | -- | ----- |
| 1    | Sliema Wanderers     | 14 | 11 | 0 | 3  | 33 | 15 | 22    |
| 2    | Ħamrun Spartans F.C. | 14 | 9  | 2 | 3  | 38 | 22 | 20    |
| 3    | Valletta F.C.        | 14 | 9  | 1 | 4  | 40 | 20 | 19    |
| 4    | Floriana             | 14 | 6  | 5 | 3  | 24 | 19 | 17    |
| 5    | Hibernians F.C.      | 14 | 5  | 5 | 4  | 24 | 20 | 15    |
| 6    | St. Andrews          | 14 | 3  | 1 | 10 | 13 | 33 | 7     |
| 7    | St. George's         | 14 | 1  | 4 | 9  | 19 | 42 | 6     |
| 8    | Naxxar Lions         | 14 | 2  | 2 | 10 | 13 | 33 | 6     |